# 鲁斯巴赫
鲁斯巴赫是奥地利下奥地利州科尔新堡县的一个市镇。总面积30.56平方公里，总人口1378人，人口密度45.1人/平方公里（2005年）。